# Коронель Болоньеси
«Коронель Болоньеси» (исп. Club Coronel Bolognesi FC) — перуанский футбольный клуб из Такны. Выступает во Втором дивизионе перуанского первенства.

## История
Клуб Депортиво «Коронель Болоньеси» был образован 18 октября 1929 года учениками Национального колледжа для мальчиков (Colegio Nacional de Varones). Основатели решили дать клубу имя национального героя Перу генерала (Коронель) Франсиско Болоньези.
В 1976 году, благодаря победе в Кубке Перу, «Коронель Болоньеси» классифицировался в Примеру на следующий год. В элите команда пребывала до 1992 года, после чего потеряла профессиональный статус и вылетела в низший дивизион (на тот момент профессиональный статус имел только высший уровень чемпионата страны).
В 1998 году произошло важное событие в истории клуба. Молодёжное подразделение «Коронель Болоньеси», клуб «Депортиво Болито» (Deportivo Bolito) возглавила Елена Марторель. Дублёры выиграли сначала Третий дивизион первенства Такны, в 1999 году — Второй дивизион, в 2000 — стали чемпионом города, получив путёвку в Кубок Перу. В 2001 году они стали победителем этого турнира. Поскольку это было подразделение, «Депортиво Болито» делегировал право выступать в Примере Перу с 2002 года основной команде, получившей название Клуб «Коронель Болоньеси» ФК (Deportivo Bolito) хотя фактически это была команда «Депортиво Болито». Возглавил клуб брат Елены Фернандо Марторель.
2000-е годы были для «Коронель Болоньеси» довольно успешными. В 2004 году команда впервые в истории пробилась в международные турниры, а именно в Южноамериканский кубок. В этом турнире команда также выступала в 2006 и 2007 годах. В 2007 году «Коронель Болоньеси» стал победителем Апертуры чемпионата Перу. Однако игры плей-офф с «Универсидад Сан-Мартин» не проводились, поскольку по регламенту соревнований обе команды-победительницы двух стадий чемпионата должны были финишировать в шестёрке лучших в двух турнирах. Поскольку «Коронель Болоньеси» занял последнее (12-е) место в Апертуре, а «Универсидад Сан-Мартин» был седьмым в Клаусуре, чемпионский титул был присуждён лучшей команде в сводной таблице. Им стал также «Универсидад Сан-Мартин», опередивший «Сьенсиано» только по лучшей разности забитых и пропущенных мячей. «Коронель Болоньеси» был лишь седьмым в сводной таблице, но формально получил титул вице-чемпиона Перу и путёвку в Кубок Либертадорес 2008.
В главном континентальном турнире Южной Америки «Коронель Болоньеси» попал в одну группу с «Сьенсиано» (формально — третьей командой Перу), а также грандами, «Фламенго» и «Насьоналем», которые заняли первые два места в группе. Представители Такны сумели набрать лишь 2 очка (нулевые ничьи в домашних матчах с «Фламенго» и «Сьенсиано») и заняли последнее место в группе. В том же году «Коронель Болоньеси» вылетел из Примеры и с 2009 года выступает во Втором дивизионе чемпионата Перу.

## Достижения
- Вице-чемпионы Перу (1): 2007
- Победители Клаусуры чемпионата Перу[1] (1): 2007
- Победители турнира Интерсональ[2] (2): 1977 (вместе с «Альянсой»), 1978
- Обладатель Кубка Перу[3] (2): 1976, 2001
- Финалист Кубка Перу (2): 1998, 2000
- Участник Кубка Либертадорес (1): 2008
- Участник Южноамериканского кубка (1): 2004, 2006, 2008

## Лучшие бомбардиры в истории клуба (Примера)
1. Йохан Фано — 50
2. Хуниор Росс — 47
3. Роберто Демус — 34
4. Эктор Ассан — 29
5. Мигель Мостто — 28
6. Хосе Луис Васкес — 23
7. Луис Рамирес — 20
8. Пауль Коминхес — 18
9. Хосе Карранса — 16
10. Йохан Васкес — 15